# Peter Dinklage
Peter Hayden Dinklage (Morristown, 11 de junho de 1969) é um premiado e aclamado ator americano. É mais conhecido por interpretar Tyrion Lannister na série Game of Thrones e já atuou em filmes como The Station Agent, Elf, Underdog, Find Me Guilty, The Chronicles of Narnia: Prince Caspian e Vingadores: Guerra Infinita.

## Biografia
Dinklage nasceu em Morristown, Nova Jérsei, filho de Diane, uma professora, e John Cark Dinklage, um vendedor de seguros aposentado. Nascido com acondroplasia, a mais comum das formas de nanismo, ele chegaria à idade adulta com uma altura de 132 cm, identificando-se como anão.
Ele foi criado em Mendham Township, Nova Jérsia. Dinklage formou-se na Delbarton School de Morristown em 1987, perseguindo seu futuro na atuação, e se formando no Bennington College em 1991.

### Carreira
Dinklage estreou no cinema em 1999 no filme Living in Oblivion, interpretando o papel de um ator anão frustrado que reclama de seu papel. O premiado The Station Agent de 2003 foi seu primeiro grande papel em um grande filme. Ele foi indicado ao Independent Spirit Award e ao Screen Actors Guild Award para Melhor Ator. Além de aparecer em filmes, Dinklage já estrelou muitas produções de teatro.
Também em 2003 ele apareceu em Elf, interpretando um autor infantil que bate no personagem de Will Ferrell depois de ser insultado. Em 2005, Dinklage estrelou a série Threshold da CBS e apareceu na comédia The Baxter. Em 2006 ele apareceu no drama Find Me Guilty, de Sidney Lumet, e em alguns episódios de Nip/Tuck. Ele também já interpretou a si próprio em um episódios da série Entourage e apareceu em um de 30 Rock.
Em 2007 ele teve um papel no filme Death at a Funeral. Ele também interpretou o mesmo papel no remake americano do filme. Em 2008, ele foi escolhido pelo diretor Andrew Adamson para o papel de Trumpkin no filme The Chronicles of Narnia: Prince Caspian, apesar do crítico Bill Gibron ter descrito seu papel como um "estereótipo bonitinho que Dinklage estava tentando evitar".
Em 2011, Dinklage começou a interpretar Tyrion Lannister na série de televisão Game of Thrones da HBO, baseada na série de livros de fantasia A Song of Ice and Fire escritos por George R. R. Martin. Sua atuação foi muito elogiada pela crítica, com Ken Tucker da Entertainment Weekly afirmando "…se Dinklage não ganhar um Emmy por seu esperto e rude Tyrion Lannister, eu ficarei abismado", e Mary McNamara do Los Angeles Times dizendo que "Se o homem não ganhar um Emmy, cabeças certamente vão rolar". Em 2011, Dinklage venceu o Emmy de Melhor Ator Coadjuvante em Série Dramática, como também o Globo de Ouro de Melhor Ator Coadjuvante em Televisão em 2012. Como resultado, Dinklage passou a ser creditado em primeiro lugar nos créditos iniciais do programa.

### Vida pessoal
Dinklage é casado com Erica Schmidt, uma diretora de teatro, desde 2005. Ele possui ascendência alemã e irlandesa, além de ser um vegetariano. Ao ser perguntado em 2003 sobre sua altura, ele disse "Quando eu era mais jovem, definitivamente, eu deixava isso me levar. Como um adolescente eu era amargo e bravo e definitivamente construí muros. Porém, quando você vai ficando mais velho, você percebe que é necessário um senso de humor. Você sabe que o problema não é seu. É deles". Seus pais tem altura normal, como também seu irmão, Jonathan.

## Carreira

### Cinema
| Ano  | Título                                                 | Papel                 | Notas          |
| ---- | ------------------------------------------------------ | --------------------- | -------------- |
| 1995 | Living in Oblivion                                     | Tito                  |                |
| 1998 | Safe Man                                               | Leflore               |                |
| 1999 | Pigeonhold                                             | Roy                   |                |
| 2001 | Human Nature                                           | Frank                 |                |
| 2001 | Never Again                                            | Harry Appleton        |                |
| 2002 | 13 Moons                                               | Binky                 |                |
| 2002 | Just a Kiss                                            | Dink                  |                |
| 2003 | Elf                                                    | Miles Finch           |                |
| 2003 | The Station Agent                                      | Finbar McBride        |                |
| 2003 | Tiptoes                                                | Maurice               |                |
| 2004 | 89 Seconds in Alcázar                                  | Mari Barbola          | Curta-metragem |
| 2004 | Jail Bait                                              | Lindo                 | Curta-metragem |
| 2006 | Find Me Guilty                                         | Ben Klandis           |                |
| 2006 | The Limbo Room                                         | Dusty Spitz           |                |
| 2006 | Little Fugitive                                        | Sam Norton            |                |
| 2007 | Ascension Day                                          | Brantly               |                |
| 2007 | Death at a Funeral                                     | Peter                 |                |
| 2007 | Underdog                                               | Dr. Simon Barsinister |                |
| 2008 | The Chronicles of Narnia: Prince Caspian               | Trumpkin              |                |
| 2008 | Penelope                                               | Lemon                 |                |
| 2009 | Saint John of Las Vegas                                | Sr. Townsend          |                |
| 2010 | Death at a Funeral                                     | Frank                 |                |
| 2010 | The Last Rites of Ransom Pride                         | O Anão                |                |
| 2010 | I Love You Too                                         | Charlie               |                |
| 2010 | Pete Smalls Is Dead                                    | K.C.                  |                |
| 2011 | A Little Bit of Heaven                                 | Vinnie                |                |
| 2012 | Ice Age: Continental Drift                             | Capitão Gutt          | Voz            |
| 2013 | Knights of Badassdom                                   | Hung                  |                |
| 2014 | X-Men: Days of Future Past                             | Bolivar Trask         |                |
| 2014 | The Angriest Man in Brooklyn (O Que Fazer?)            | Aaron Altmann         |                |
| 2015 | Pixels                                                 | Eddie Plant           |                |
| 2015 | A Case of You                                          | Gerard                |                |
| 2016 | The Boss                                               | Renault               |                |
| 2016 | Angry birds o filme                                    | mega águia            | voz            |
| 2017 | Três anúncios para um crime                            | James                 |                |
|      | Rememory(A Máquina de Lembranças)                      | Sam                   |                |
| 2018 | Vingadores: Guerra Infinita                            | Eitri                 |                |
| 2018 | Meu Jantar com Harvé                                   | Hervé Villechaize     |                |
| 2023 | Jogos Vorazes – A Cantiga dos Pássaros e das Serpentes | Casca Highbottom      |                |

### Televisão
| Ano       | Título                   | Papel               | Notas                        |
| --------- | ------------------------ | ------------------- | ---------------------------- |
| 2001      | Oz                       | dublê               | episódio "Even The Score"    |
| 2001      | The $treet               | Pessoa Pequena      | episódio "Junk Bonds"        |
| 2002      | Third Watch              | Traficante          | episódio "The Long Guns"     |
| 2004      | Dinner for Five          | ele mesmo           | episódio "#3.8"              |
| 2004      | I'm with Her             | Elliot Rosen        | 3 episódios                  |
| 2004–2006 | POV                      | ele mesmo           | 2 episódios                  |
| 2005      | Celebrity Poker Showdown | ele mesmo           | Torneio 6, Jogo 2            |
| 2005      | Entourage                | ele mesmo           | episódio "The Sundance Kids" |
| 2005      | Life as We Know It       | Dr. Belber          | 2 episódios                  |
| 2005      | Testing Bob              | Robinson "Bob" Hart | Filme para televisão         |
| 2005–2006 | Threshold                | Arthur Ramsey       | 13 episódios                 |
| 2006      | Nip/Tuck                 | Marlowe Sawyer      | 7 episódios                  |
| 2009      | 30 Rock                  | Stewart             | episódio "Señor Macho Solo"  |
| 2011–2019 | Game of Thrones          | Tyrion Lannister    |                              |
| 2025–     | Dexter: Resurrection     | Leon Prater         |                              |